# Algimantas Bučys
Algimantas Bučys (ur. 19 września 1939 w Kownie) – litewski poeta i krytyk literacki.
W 1962 ukończył studia na Wydziale Filologii Litewskiej Uniwersytetu Wileńskiego, pracował w prasie literackiej. Jest autorem wierszy refleksyjno-intelektualnych. Opublikował m.in. zbiory wierszy Prie skambančių plytų (Przy dzwoniących cegłach, 1963) i Antiakimirka (Antymgnienie, 1977) oraz powieść Tik priešas tavo priešams (Tylko wróg twoich wrogów’, 1982). Pisał również prace krytycznoliterackie i portrety literackie. W 1970 i 1972 otrzymał Nagrodę Państwową Litewskiej SRR.